# Forside
| \| Velkommen til Wikipedia, den frie encyklopædi som alle kan redigere. \| | - Astronomi - Botanik - Cykling | - Film - Geografi - Historie | - Musik - Kristendom - Kvinder | - Zoologi - Flere portaler... |
| Velkommen til Wikipedia, den frie encyklopædi som alle kan redigere.       |                                 |                              |                                |                               |

| Der findes nu over 60 millioner artikler på Wikipedia, hvoraf 307.491 er på dansk. Skribentforside • Hjælp • A–Å • Projekter • Bekendtgørelser • Wikipedia Mobil • Kontakt Wikipedia |

| Fremragende artikler | De nyeste fremragende artikler Casper & Mandrilaftalen IC4 Eurovision Song Contest 2014 Middelaldercentret |
| Gode artikler        | De nyeste gode artikler Ove Sprogøe Geoteknik Shu-bi-dua Outlaw Gentlemen & Shady Ladies                   |
| Lovende artikler     | De nyeste lovende artikler Harry Potter og De Vises Sten Vidkun Quisling Doctor Who Thailands historie     |

| Naturvidenskab | Naturvidenskab Astronomi Biologi Datalogi Fysik Geografi Geologi Kemi Logik Lægevidenskab Matematik                                                                   |
| Humaniora      | Humaniora og samfundsvidenskab Antropologi Arkitektur Filosofi Historie Jura Kommunikation Psykologi Pædagogik Sociologi Sprogforskning Statskundskab Teologi Økonomi |
| Teknik         | Teknik Elektronik Energi Industri Jordbrug Mekanik Militær Robotter Sundhedsvæsen Transport                                                                           |
| Kultur         | Kultur Dans Film Hobby Kunst Litteratur Mad og drikke Mode Musik Mytologi Personer Politik Religion Sport Teater Traditioner Turisme Underholdning                    |

| |
| En dekorativ redekasse med golftema på et træhegn på West Sacramento Avenue i Chico, Californien, USA. Udtrykket "Birdies Welcome" refererer til udtrykket fra spillet, når en spiller bruger ét slag færre end angivet. |